# Régiment de marche de la Légion étrangère
Le régiment de marche de la Légion étrangère (RMLE) est une unité militaire française de la Légion étrangère ayant existé entre 1915 et 1945.
Il est créé le 11 novembre 1915 par fusion du 2e de marche du 1er étranger et du 2e de marche du 2e étranger (71 officiers et 3 315 sous-officiers, caporaux et légionnaires).
Il est par ailleurs, le premier régiment de l'armée française à recevoir la fourragère aux couleurs de la médaille militaire.

## Création et différentes dénominations
- Le 11 novembre 1915 est créé le régiment de marche de la Légion étrangère à partir des rescapés du 2e régiment de marche du 1er étranger et ceux du 2e régiment de marche du 2e étranger.
- Le 15 novembre 1920, le RMLE devient par changement d'appellation 3e régiment étranger (3e RE).
- Le 20 juin 1922, il devient le 3e régiment étranger d'infanterie (3e REI).
- Le 5 décembre 1942 une demi-brigade de Légion étrangère et d'infanterie coloniale est créée à partir d'effectifs du 3e REI. Elle devient le 15 décembre de la même année le 3e régiment étranger d'infanterie de marche (3e REIM).
- le 1er juillet 1943, le 3e REIM redevient le RMLE.
- À la fin de la guerre, le 1er juillet 1945, le régiment reprend de nouveau son appellation de 3e REI.

## Historique des garnisons, campagnes et batailles

### Première Guerre mondiale
Au cours de la  Première Guerre mondiale, le RMLE combat au sein de la Division marocaine aux côtés des 4e et 7e RTA ainsi que du 8e RMZ.

#### 1914
Août 1914 - La genèse du régiment
Le RMLE est l’héritier des quatre régiments de marche constitués au début de la guerre. Devant l’afflux de volontaires étrangers, le 1er régiment étranger de Sidi Bel-Abbès et le 2e régiment étranger de Saida, cantonnés en Algérie, mettent sur pied quatre demi-bataillons destinés à constituer l’ossature des futurs régiments :
- 2e régiment de marche du 1er étranger ;
- 3e régiment de marche du 1er étranger ;
- 4e régiment de marche du 1er étranger ;
- 2e régiment de marche du 2e étranger.

Les engagés proviennent de toute la France où différents dépôts ont été créés (Toulouse, Montélimar, Paris, Nîmes, Lyon, Avignon, Bayonne et Orléans) et regroupent 51 nationalités différentes.
Environ 32 000 étrangers sont enrôlés dans les régiments de marche de la Légion étrangère entre août 1914 et avril 1915, le plus fort contingent est italien et permet de constituer un régiment entier (4e de marche du 1er étranger), néanmoins d’autres nationalités: russe, suisse, belge, polonaise, tchèque, espagnole, allemande, turque, luxembourgeoise et anglaise sont également très représentées.

#### 1915
Ces quatre régiments sont présents sur le front de fin 1914 à fin 1915 et s'illustrent notamment en Argonne (décembre 1914), dans la Somme et à Craonne (hiver 1914-1915), en Artois (mai 1915) et enfin en Champagne (septembre 1915).
Le 11 novembre 1915, les deux régiments rescapés, le 2e de marche du 1er étranger et le 2e de marche du 2e étranger fusionnent et deviennent le régiment de marche de la légion étrangère.

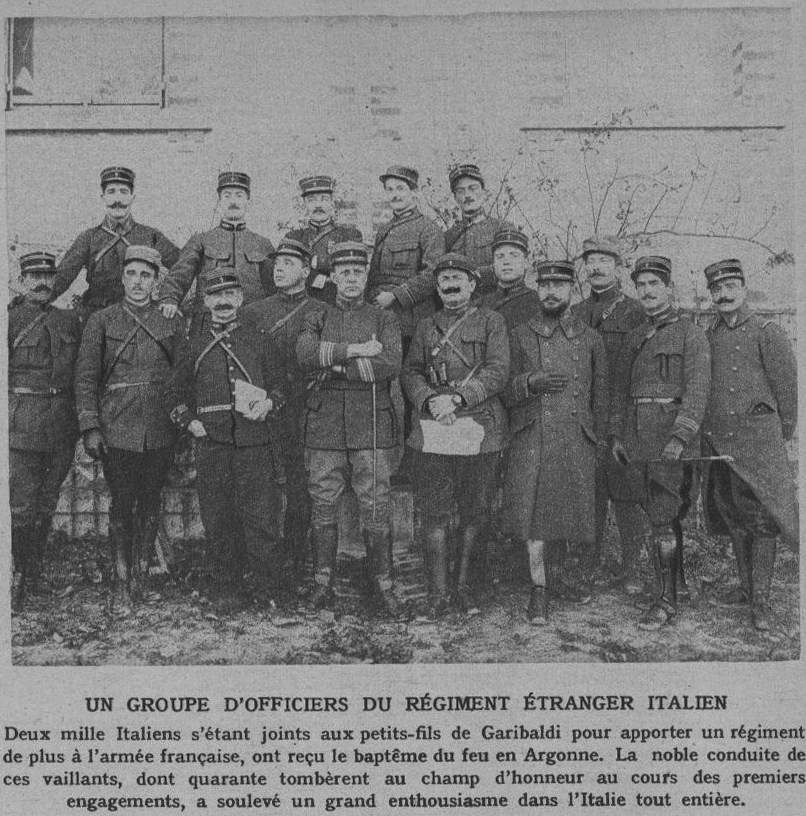
Officiers du régiment étranger, au centre avec sa badine Peppino Garibaldi, janvier 1915.

#### 1916
Juillet 1916 - Somme

Le RMLE, constitué alors de 3 bataillons à 4 compagnies, participe à la bataille de la Somme.
- Chef de corps Lt. colonel Cot
  - 1er bataillon : Commandant Ruelland (tué le 9 juillet)
  - 2e bataillon : Commandant Waddell
  - 3e bataillon : Commandant Mouchet  (tué le 6 juillet)

Le 4 juillet lors de la prise de Belloy-en-Santerre, le 3e bataillon est anéanti et perd son commandant. C'est au cours de ce combat qu'est tué le poète américain Alan Seeger, engagé à la Légion étrangère pour la durée de la guerre et auteur du poème “I Have A Rendezvous With Death”
Le 7 juillet le 1er bataillon attaque le boyau de Chancelier et perd à son tour son chef.
Mi-juillet, le régiment, qui ne compte plus que 3 compagnies par bataillon, est retiré du front pour se reconstituer. Du 4 au 9 juillet, il a perdu 1 368 hommes sur 3 000 (officiers : 14 tués et 22 blessés, légionnaires : 431 tués ou disparus et 901 blessés).

#### 1917
Avril 1917 - Aubérive

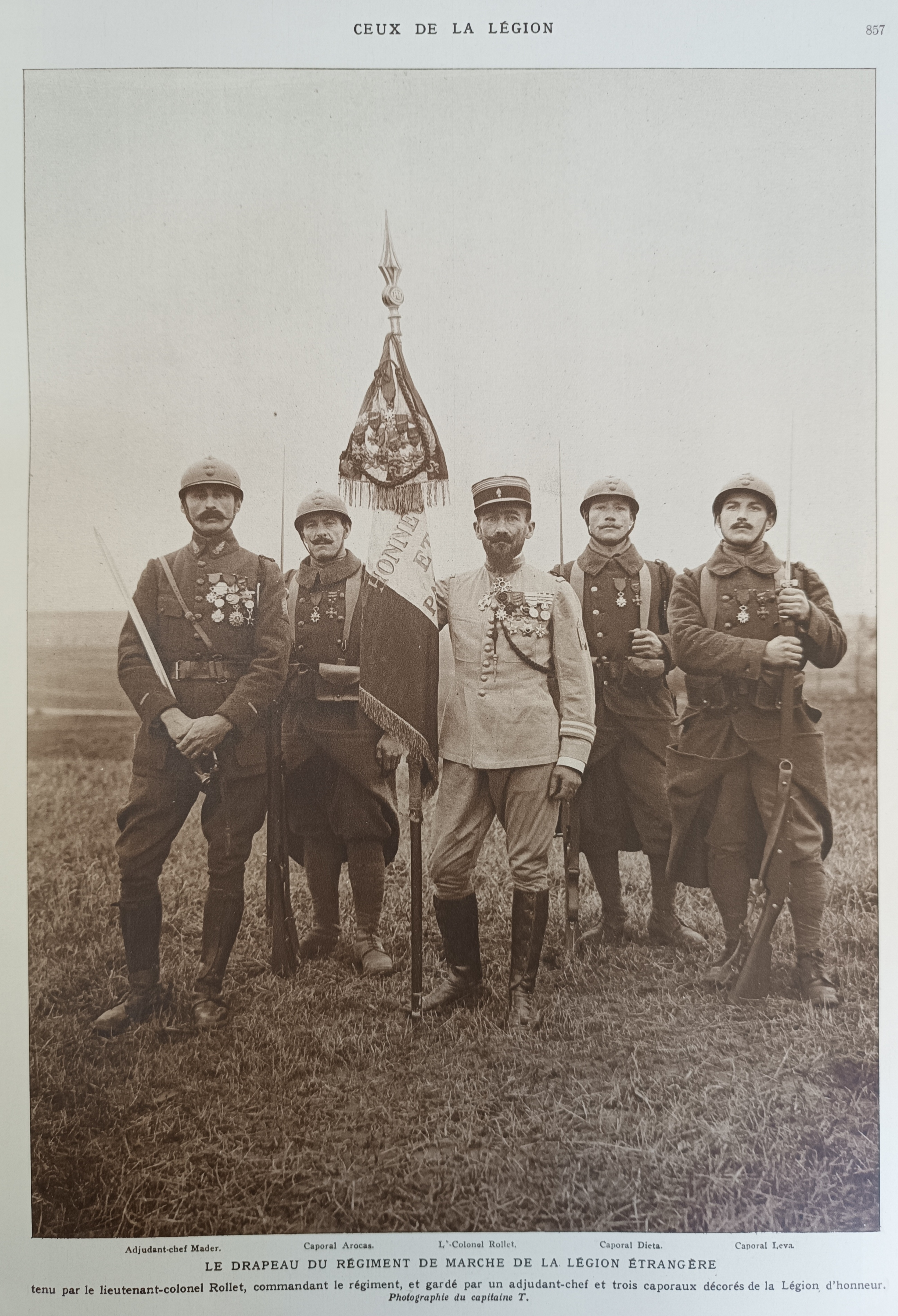
Drapeau du RMLE en 1917 tenu par le lieutenant colonel Rollet. A gauche l'adjudant-chef Max Mader (1880-1947), « héros légendaire » du RMLE.

- Chef de corps Lt. colonel Duriez (tué le 17 avril)
  - 1er bataillon : Commandant Husson de Sampigny
  - 2e bataillon : Commandant Waddell
  - 3e bataillon : Commandant Deville puis capitaine Lannurien

La bataille des monts de Champagne qui se déroule du 17 au 21 avril se traduit par la mise hors de combat de la moitié des 1500 légionnaires du RMLE et par la perte du chef de corps qui sera remplacé par le commandant Deville.
Août 1917 - Verdun
- Chef de corps Lt. colonel Rollet
  - 1er bataillon : Commandant Husson de Sampigny
  - 2e bataillon : Commandant Waddell
  - 3e bataillon : Commandant Deville

Le 20 août le régiment est chargé de contre-attaquer afin de soulager la ville. En face de lui 4 régiments ennemis sont retranchés. Le 21 tous les objectifs sont atteints, le RMLE a perforé le front sur 3,5 kilomètres de profondeur.
C'est lors de ce fait d'armes qu'il gagne sa 6e citation à l'ordre de l'armée et obtient peu après la Légion d'honneur pour son drapeau.

#### 1918
Avril 1918 - Le bois de Hangard

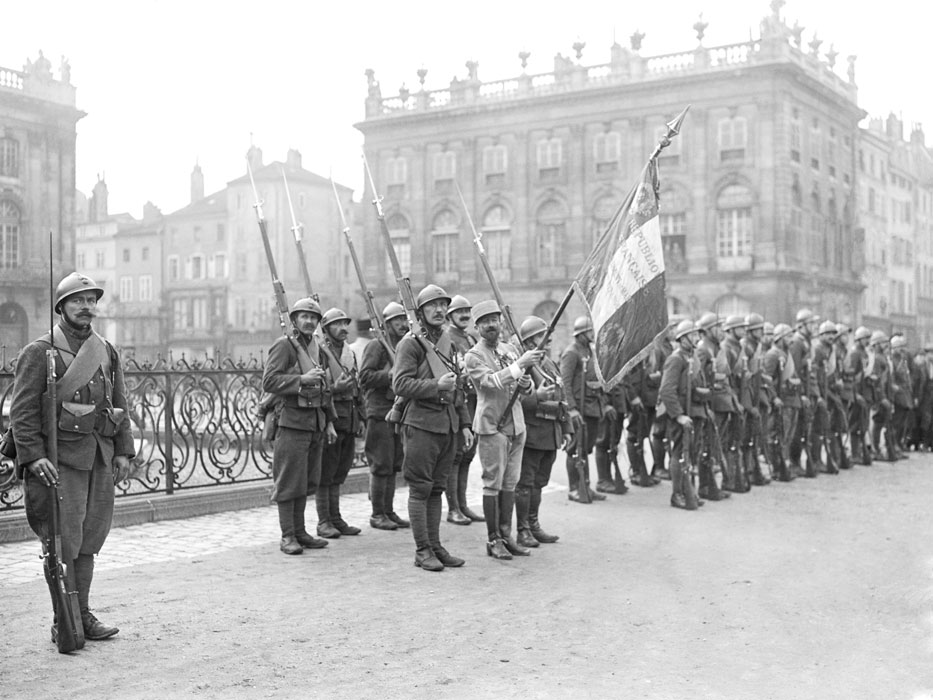
La garde du drapeau du RMLE à Nancy fin novembre 1918.

La 131e division d’infanterie marche contre le village de Hangard et la cote 99. Même si l’offensive allemande n’est pas une surprise, il y a tout de même urgence à la contenir au mieux. La Division Marocaine se lance dans la bataille sans avoir eu la possibilité de préparer sa contre-attaque. Le Régiment de Marche de la Légion Étrangère est engagé à l’aile droite de la division. Son objectif est le bois de Hangard. La riposte allemande est infernale, Dans le bois, c’est l’enfer, le feu ennemi ne ralentit pas une seconde.
Les survivants du 1er Bataillon poursuivent leur progression en tête, suivis de près par ceux de la 11e Compagnie du 3e Bataillon. Les légionnaires, privés de chefs, sont un peu désemparés. C’est le légionnaire Kemmler, volontaire luxembourgeois, infirmier de la section de mitrailleuses, qui prend le relais. Bien que blessé, il prend le commandement des légionnaires survivants. Malgré le feu de l’ennemi, il se dresse et maintient les hommes en place. Les légionnaires trouvent un nouveau héros et font face vaillamment jusqu’à l’arrivée d’un adjudant. L’assaut du Régiment est sauvé.
Les nuits et les jours qui se succèdent jusqu’au 6 mai, sont occupés à aménager les positions tenues et à repousser toutes les contre-attaques. La prise du bois de Hangard le 26 avril voit l'anéantissement des 1er et 2e bataillons; les pertes du régiment sont de 822 hommes dont 13 officiers.
Mai - juin 1918 - La Montagne de Paris

Le 29 mai, la division marocaine et le RMLE sont acheminés par camion à l'ouest de Soissons qui vient de tomber aux mains de l'ennemi. Il s'agit de bloquer son avance vers Villers-Cotterêts en prenant position sur la "Montagne de Paris".
L'attaque se déclenche au petit matin après un bref mais violent barrage d'artillerie. Nettement supérieur en nombre, l'ennemi réussit à prendre pied dans les positions de la Légion. Obligés d'économiser leurs munitions, les légionnaires perdent 47 tués, 219 blessés et 70 disparus en deux jours de combat. Ces pertes viennent s'ajouter à celles du mois précédent qui n'ont pas été compensées (1.250 hommes). Néanmoins, le RMLE réussit à maintenir ses positions et à bloquer l'avance allemande dans son secteur.
Jusqu'au 31 mai, sur un front de 5 km, le régiment marche de la Légion Étrangère, composé entre autres de volontaires arméniens, les 3e et 10e BCP tiennent seuls pendant six jours et six nuits, sans rempart, sans artillerie lourde, sans aviation, avec une artillerie de campagne très insuffisante, sous la pression d'une armée formidable, repoussant les attaques successives des assaillants.
Le 12 juin, le régiment est à nouveau sollicité dans la région de Saint-Bandry - Ambleny.
Juillet 1918 - Seconde bataille de la Marne

Le RMLE participe dès le 18 juillet à la grande contre-offensive de Foch dans la région de Villers-Cotterêts. Le 1er bataillon perd son chef le commandant Husson de Sampigny.
 Septembre 1918 - Ligne Hindenburg

En août 1918, le régiment, qui a récupéré ses blessés et complété ses effectifs avec des renforts du dépôt de Lyon et des cadres en provenance du Maroc, compte 48 officiers et 2 540 légionnaires :
- Chef de corps Lt. colonel Rollet ;
  - 1er bataillon : Capitaine Jacquesson ;
  - 2e bataillon : Capitaine Lannurien puis capitaine Sanchez-Carrero ;
  - 3e bataillon : Commandant Marseille.

Le 2 septembre, le régiment donne l'assaut à la ligne de défense de Hindenburg à la hauteur de Terny-Sorny.
En deux semaines de combat, le RMLE perd la moitié de ses effectifs 275 tués dont 10 officiers et 1 118 blessés dont 15 officiers. Il déplore en outre la perte d'un chef de bataillon, le capitaine Lannurien.
Néanmoins, le 14 septembre, le RMLE repart à l'attaque et enfonce le front au niveau du village de l'Allemant.

### Entre-deux-guerres
Le régiment stationne peu de temps en Allemagne. Il est rapidement envoyé au Maroc afin d'accélérer la pacification.
Le 20 septembre 1920, le RMLE devient 3e régiment étranger.

### Seconde Guerre mondiale
Décembre 1942 - 3e REIM
À la suite du débarquement des Américains a en Algérie et au Maroc (opération Torch du 8 novembre 1942), l'ordre est donné à la Légion Etrangère de constituer des unités pour combattre l'armée allemande en Tunisie. Après l'éphémère existence d'une demi-brigade de marche de la Légion étrangère et d'infanterie coloniale (5/12/1942) le général Giraud crée le 15 décembre 1942 le 3e REIM (3e régiment étranger d'infanterie de marche) à partir du I/3e REI, du III/3e REI et d'un bataillon mixte dont les effectifs proviennent du 3e et du 2e REI. Chaque bataillon compte alors 4 compagnies.
- Chef de corps colonel Lambert
  - I/3e REIM : Commandant Laparra
  - II/3e REIM : Commandant Boissier
  - III/3e REIM : Commandant Langlet

En janvier 1943 le 3e REIM est engagé en entier pour résister à l'offensive allemande qui vise à dégager le couloir de communication entre les armées de von Arnim de Tunis et celles de Rommel repoussées depuis El Alamein. Le 18, lors des combats du réservoir de l'Oued Kebir, le II/3e REIM est anéanti et son commandant, blessé, est fait prisonnier. Le lendemain c'est au tour du I/3e REIM de disparaître.
Lors de ces combats, où le régiment aura le triste privilège de rencontrer les premiers chars Tigre allemands, les pertes sont de 35 officiers et 1 634 légionnaires perdus.
Le régiment ne compte plus que 2 bataillons à 2 compagnies chacun. Retiré du front le 10 février il est renforcé le 30 mars 1943 par un détachement en provenance du Maroc.
- Chef de corps colonel Lambert
  - I/3e REIM : Commandant Laparra
  - II/3e REIM : Commandant Gombeaud

Le 16 avril, le régiment est affecté à la division marocaine de marche commandée par le général Mathemet. Le 12 mai, il reçoit la capitulation de (19 000 prisonniers.
Renaissance du RMLE
Le 1er juillet 1943, le 3e REIM, qui entre-temps a été entièrement équipé à l'américaine, redevient le RMLE. Il devient le régiment porté de la 5e DB.
- Chef de corps colonel Gentis
  - I/RMLE : Commandant Daigny (affecté au CC5)
  - II/RMLE : Commandant Charton (affecté au CC4)
  - III/RMLE : Commandant Gombeaud (affecté au CC6)

Belfort - Novembre 1944
Les 14 et 20 septembre 1944, les 3 bataillons débarquent près de Saint-Raphaël sur la plage de Dramont.
Du 15 novembre au 13 décembre, les bataillons du RMLE participent avec les différents Combat Command de la 5e DB aux opérations de la Trouée de Belfort. La 3e compagnie du I/RMLE est décimée à Montreux-Château tandis que des éléments de la 7e compagnie (I/RMLE) s'illustrent près de Delle où elle neutralise une compagnie allemande.
Poche de Colmar - Janvier 1945
- Chef de corps colonel Gaultier (en intérim du colonel Tritschler)
  - I/RMLE : Commandant Daigny (affecté au CC5)
  - II/RMLE : Commandant de Chambost (affecté au CC4)
  - III/RMLE : Commandant Boulanger (affecté au CC6)

Le régiment est engagé avec la 5e DB à partir du 22 janvier 1945 dans la contre attaque décidée par de Lattre pour soulager Strasbourg. Le CC6 est engagé avec le 1er RCP à Jebsheim (N-E de Colmar) du 25 au 30 janvier. Le CC5 conquiert Urschenheim le 1er février 1945 tandis que le CC4 libère Colmar le 2.
Allemagne - Autriche - mars à mai 1945

Le 11 mars 1945 le colonel Olié remplace le colonel Tritschler décédé au Val-de-Grâce.
Le 15 mars, le CC6 (III/RMLE) es engagé avec la 3e DIA pour la conquête de la Ligne Annemarie puis dans la percée de la ligne Siegfried le 20.
Le 9 avril, le régiment pénètre dans la Forêt-Noire et conquiert Stuttgart le 21. Continuant sa descente vers le sud il finit par atteindre le Danube puis le Lac de Constance. Il pénètre enfin en Autriche en mai 1945 à la veille de la capitulation allemande.

## Traditions

### Devise
Le RMLE emprunte sa devise à la 5e division blindée à laquelle il est rattaché en 1943 : 
France d'abord

### Drapeau
À sa création, le 11 novembre 1915, le RMLE récupère le drapeau du 2e de Marche du 1er étranger.
- Sur l'avers :
  - République Française
  - Régiment de marche de la Légion étrangère

- Sur le revers :
  - Valeur et Discipline (comme tous les régiments de la Légion)
(sur le drapeau du 3e REI, cette devise est remplacée depuis  1921 par Honneur et Fidélité)

- Inscriptions :
- Camerone 1863
- Artois 1915
- Champagne 1915
- Bataille de la Somme 1916
- Les Monts-Verdun 1917
- Picardie-Soissonnais 1918
- Vauxaillon 1918

Lors de la seconde guerre mondiale, le nouveau RMLE reçoit le drapeau du 3e étranger.
Depuis se sont rajoutées  les inscriptions :
- Indochine 1946  1954
- AFN 1952 1962

### Chant
Anne Marie (du 3e Etranger à ne pas confondre avec Anne Marie du 2e REI)     

### Décorations
- Médaille militaire reçue le 30 août 1919
- Croix de Chevalier de la Légion d'honneur reçue le 27 septembre 1917
- Croix de guerre 1914-1918 avec 9 palmes reçue le 13 septembre 1915 (neuf citations à l'ordre de l'armée)
- Croix de guerre 1939-1945 avec 3 palmes
- Croix de guerre des TOE
- Croix de guerre de l'ordre Portugais de la Tour et de l'Épée (Chevalier et Grand-croix - Portugal)

- Médaille des volontaires Catalans (Espagne)
- Cravate bleue de la "Distinguished Unit Citation", avec inscription "Rhine-Bavarian Alps" décernée le 6 mai 1946 (États-Unis)
- Presidential Unit Citation US

Le RMLE a été le premier de tous les régiments de France à recevoir la fourragère jaune et verte aux couleurs du ruban de la Médaille militaire. En 1918, le RMLE reçoit la double fourragère et depuis 1951, il porte la triple fourragère.

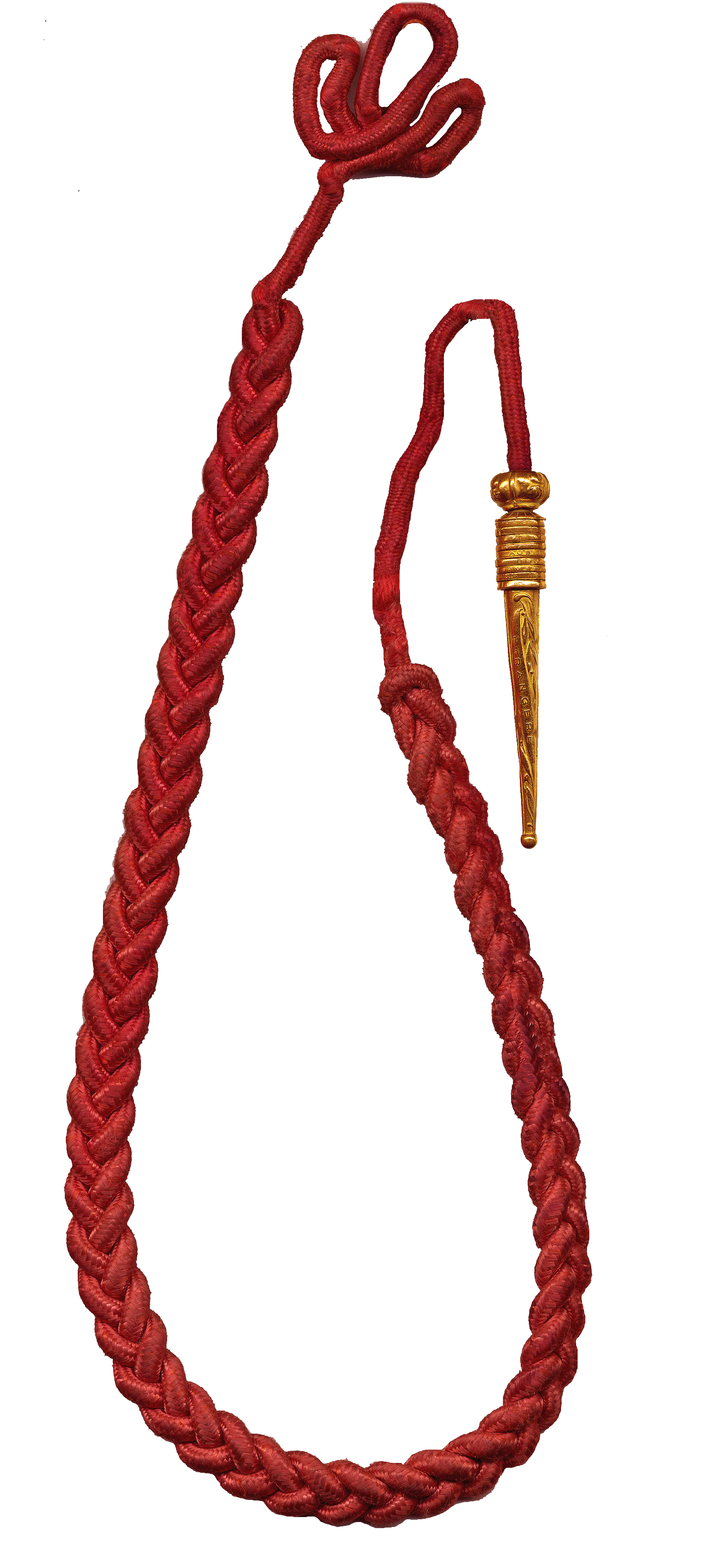
Fourragère aux couleurs de la Légion d'honneur
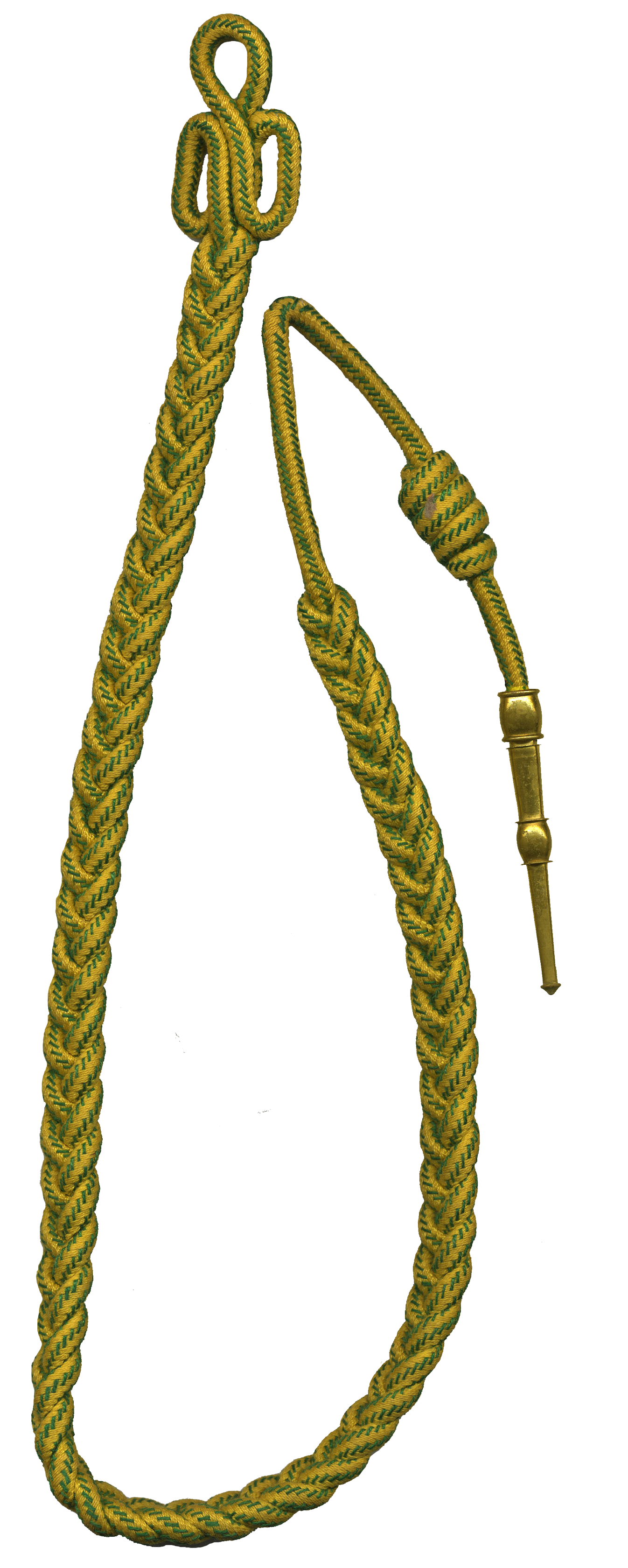
Fourragère aux couleurs de la Médaille militaire
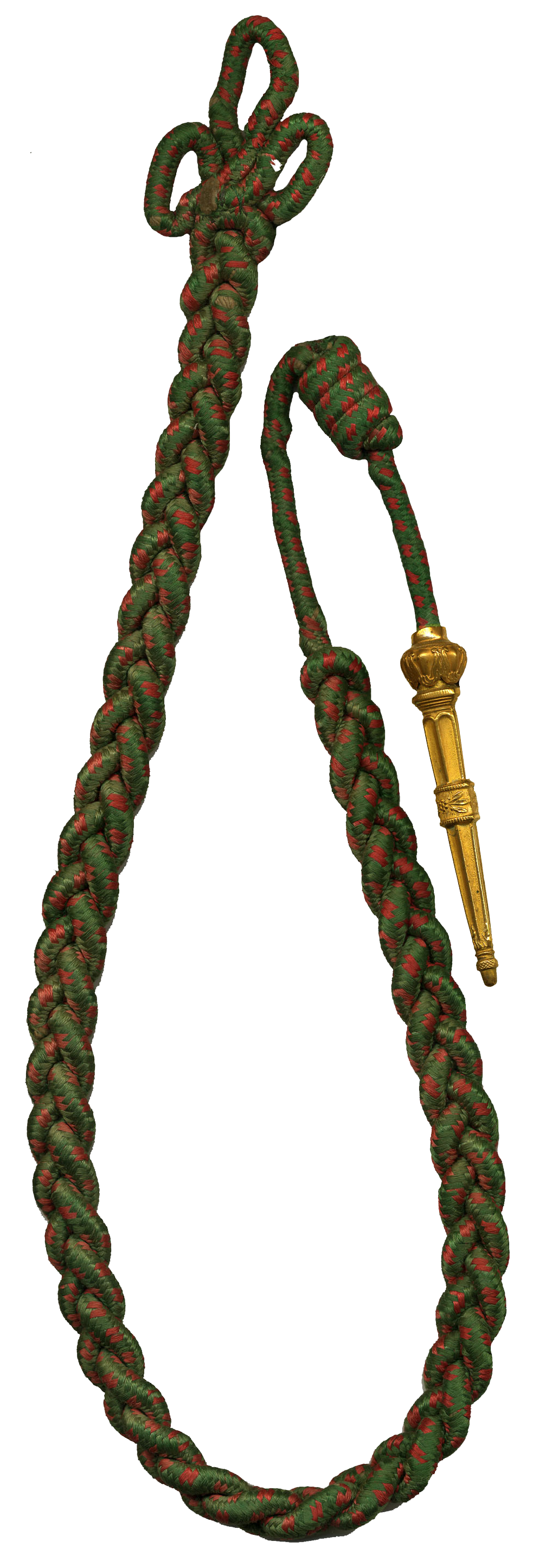
Fourragère aux couleurs de la Croix de guerre 1914-1918

## Liste des chefs de corps

### De 1914 à 1915: les régiments de marche avant le RMLE
- 2e régiment de marche du 1er étranger
  - 1914-1915 : colonel Pein[réf. souhaitée]
  - 1915-1915 : lieutenant-colonel Cot

- 3e régiment de marche du 1er étranger
  - 1914-1914 : colonel Thiebault
  - 1914-1915 : lieutenant-colonel Desgouille

- 4e régiment de marche du 1er étranger
  - 1914-1915 : lieutenant-colonel Garibaldi

- 2e régiment de marche du 2e étranger
  - 1914-1914 : colonel Passard
  - 1914-1915 : colonel Lecomte-Denis
  - 1915-1915 : colonel de Lavenue de Choulot

### De 1915 à 1920: le régiment de marche de la Légion étrangère
- 1915-1917 : lieutenant-colonel Cot
- 1917-1917 : colonel Duriez
- 1917-1920 : lieutenant-colonel Rollet

### De 1920 à 1943: le3erégimentétranger d’infanterie
Cf. 3e régiment étranger d'infanterie

### De 1943 à 1945: le régiment de marche de la Légion étrangère
- 1943-1943 : colonel Gentis
- 1943-1944 : colonel Tritschler
- 1944-1945 : lieutenant-colonel Gaultier
- 1945-1945 : colonel Olié

### De 1945 à aujourd'hui: le3erégimentétranger d’infanterie
Cf. 3e régiment étranger d'infanterie

## Faits d'armes faisant particulièrement honneur au régiment
Le RMLE fut, entre autres, décoré pour sa réussite dans la "percée de la Ligne Hindenburg", le 14 septembre 1918. Cette bataille est, depuis, célébrée tous les ans au 3e REI, régiment ayant hérité des traditions du RMLE.

## Personnalités ayant servi au sein du régiment
- Paul Rollet, général, « le père de la Légion », lieutenant-colonel durant la Grande Guerre, il commande le RMLE en 1917-1918[1].
- Max Mader (1880-1947), adjudant-chef puis lieutenant , « héros légendaire » du RMLE en 1915-1918[1],[2].
- Georges Masselot, combat au sein du RMLE en 1944-1945.
- Le colonel Alphonse Van Hecke, sous-lieutenant au RMLE en 1917, qui commanda le 7e régiment de chasseurs d'Afrique lors de la Seconde Guerre mondiale.
- Le poète américain Alan Seeger.
- L’écrivain français d’origine suisse Blaise Cendrars[b].
- Le prince Aage de Danemark.
- L'écrivain italien, Curzio Malaparte (Curt Erich Suckert).